# Rudolf A. Mark
Rudolf A. Mark (* 1951 in Bad Mergentheim) ist ein deutscher Historiker.

## Werdegang
Mark studierte Russisch, Polnisch, Serbokroatisch, Soziologie und Wirtschaft am Auslands- und Dolmetscherinstitut in Germersheim, das 1973 in die Johannes Gutenberg-Universität Mainz eingegliedert wurde. Danach studierte er in Mainz Osteuropäische Geschichte, Slavistik und Ethnologie.
Er war Gastdozent an der Harvard University, wissenschaftlicher Mitarbeiter am Herder-Institut für historische Ostmitteleuropaforschung in Marburg und an der Ost-Akademie in Lüneburg. Er war Mitglied der KSZE-Kommission in der Republik Moldau (1992–1993) und unabhängiger Berater des Europarats für Nationalitätenfragen. Seit 1999 ist er Lehrbeauftragter für Politik Osteuropas am Zentrum für Demokratieforschung der Leuphana Universität Lüneburg. Von 2006 bis 2007 war er Lehrstuhlvertreter für auswärtige und internationale Politik osteuropäischer Staaten am Institut für Internationale Beziehungen der Helmut-Schmidt-Universität/Universität der Bundeswehr Hamburg, danach ab 2008 wissenschaftlicher Mitarbeiter für Internationale Beziehungen und Geschichte Osteuropas an der Universität und 2013 bis 2020 Vertretungsprofessor und Dozent am Lehrstuhl.
Mark hat sich umfangreich mit der Geschichte der ehemaligen Sowjetunion befasst.